# Hoplodrina hesperica
Hoplodrina hesperica là một loài bướm đêm trong họ Noctuidae.